# 8006 Tacchini
A 8006 Tacchini (ideiglenes jelöléssel 1988 QU) a Naprendszer kisbolygóövében található aszteroida. Az Osservatorio San Vittore fedezte fel 1988. augusztus 22-én.